# بوجدان جوسكوف
بوجدان فلاديميروفيتش جوسكوف (مواليد 12 سبتمبر 1992) هو مُقاتل فنون قتالية مختلطة أوزبكستاني.

## وصلات خارجية
- بوجدان جوسكوف على موقع يو إف سي (الإنجليزية)
- بوجدان جوسكوف على موقع شيردوغ (الإنجليزية)
- بوجدان جوسكوف على موقع Tapology.com (الإنجليزية)
- بوجدان جوسكوف على موقع إي إس بي إن (الإنجليزية)